# Hong Kong Open 2003
Die Hong Kong Open 2003 im Badminton fanden vom 27. Oktober bis zum 2. November 2003 in Hongkong statt.

## Medaillengewinner
| Disziplin    | Gold                       | Silber                      | Bronze                               |
| ------------ | -------------------------- | --------------------------- | ------------------------------------ |
| Herreneinzel | Lin Dan                    | Boonsak Ponsana             | Bao Chunlai                          |
| Herreneinzel | Lin Dan                    | Boonsak Ponsana             | Xia Xuanze                           |
| Dameneinzel  | Zhang Ning                 | Gong Ruina                  | Jun Jae-youn                         |
| Dameneinzel  | Zhang Ning                 | Gong Ruina                  | Mia Audina                           |
| Herrendoppel | Lee Dong-soo Yoo Yong-sung | Choong Tan Fook Lee Wan Wah | Jens Eriksen Martin Lundgaard Hansen |
| Herrendoppel | Lee Dong-soo Yoo Yong-sung | Choong Tan Fook Lee Wan Wah | Sigit Budiarto Tri Kusharyanto       |
| Damendoppel  | Gao Ling Huang Sui         | Yang Wei Zhang Jiewen       | Lee Kyung-won Ra Kyung-min           |
| Damendoppel  | Gao Ling Huang Sui         | Yang Wei Zhang Jiewen       | Wei Yili Zhao Tingting               |
| Mixed        | Kim Dong-moon Ra Kyung-min | Zhang Jun Gao Ling          | Jonas Rasmussen Rikke Olsen          |
| Mixed        | Kim Dong-moon Ra Kyung-min | Zhang Jun Gao Ling          | Kim Yong-hyun Lee Hyo-jung           |